# Thurston Gardens
Thurston Gardens – ogród botaniczny znajdujący się w stolicy Fidżi, Suvie, założony w 1881 roku, od 1913 roku działający w obecnym miejscu położonym między Albert Park a budynkami rządowymi i Muzeum Fidżi.

## Historia

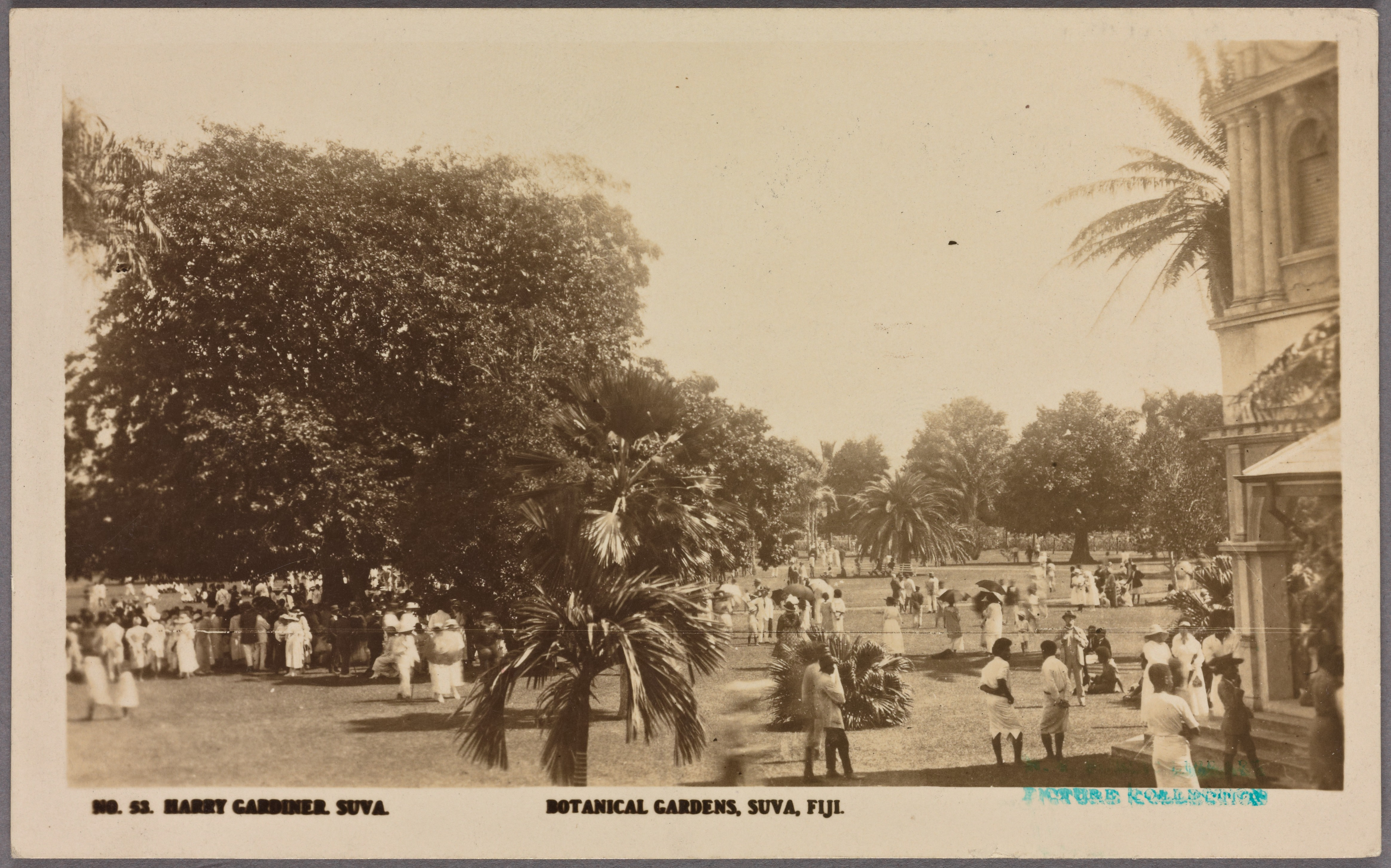
Ogród botaniczny w Suvie ok. 1920 roku

Ogród botaniczny w Suvie założony został w 1881 roku z inicjatywy brytyjskiego sekretarza kolonialnego i późniejszego gubernatora Fidżi, botanika-amatora Johna Batesa Thurstona, przy współpracy ze szkockim botanikiem pracującym na Mauritiusie, Johnem Horne’em. Początkowo ogród znajdował się na zboczu w pobliżu Waimanu Road, w 1913 roku przeniesiony został w swoją obecną lokalizację. W miejscu tym pierwotnie znajdowała się osada założona ok. 1820 roku przez wodza Tabukaucoro, która 7 kwietnia 1843 roku została zaatakowana, a następnie splądrowana i spalona przez wojowników plemienia Rewa z wodzem Qaraniqio na czele. Jej mieszkańcy natomiast zostali wymordowani i zjedzeni w rytualnych aktach kanibalizmu.
Prace nad zorganizowaniem ogrodu rozpoczęto od zasadzenia przy alejkach 101 okazów palm królewskich oraz 39 paproci drzewiastych. Z czasem pojawiały się tu drzewa i rośliny ozdobne endemiczne dla obszaru archipelagu Fidżi, np. Agathis macrophylla lokalnie znana pod nazwą dakua makadre, jak również egzotyczne gatunki roślin z innych regionów świata, np. palma Pelagodoxa henryana z Polinezji Francuskiej.

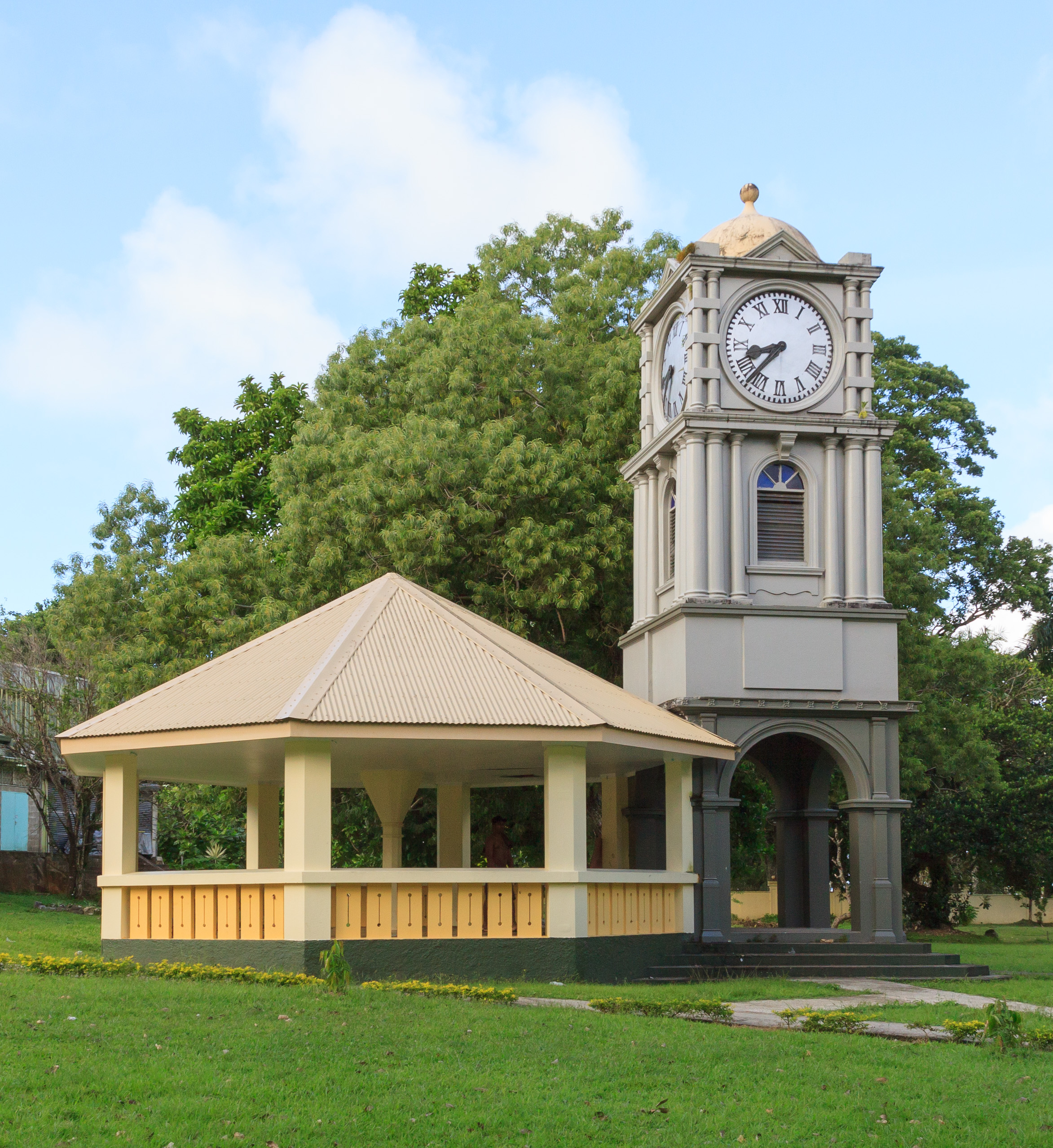
Wieża zegarowa i altana z 1918 roku na terenie Thurston Gardens (2015)

W 1914 roku na terenie ogrodu botanicznego wybudowano fontannę, a 7 czerwca 1918 roku oddano do użytku wieżę zegarową oraz altanę estradową będące formą upamiętnienia pierwszego burmistrza Suvy, Gabriela J. Marksa, który wraz z żoną zginął w 1914 roku w katastrofie statku RMS Empress of Ireland na Rzece Świętego Wawrzyńca w Kanadzie. Obiekty te stanęły w miejscu, gdzie dawniej chowani byli wodzowie (taukei) wioski.
W 1947 roku w ogrodach nasadzono rośliny takie jak sagowce odwinięte, albicje saman, kigelia, lilak perski czy balsa, natomiast według danych z 1949 roku zbiór roślin ogrodu obejmował 20 gatunków drzew, w tym drzew ozdobnych, 17 gatunków palm oraz kolekcję storczyków, traw i paproci. W 1955 roku na terenie ogrodu wzniesiono budynek będący siedzibą Muzeum Fidżi (ang. Fiji Museum), a w 1976 roku zmieniono nazwę ogrodu botanicznego w Suvie (ang. Suva Botanical Garden) na Thurston Gardens mającą upamiętniać postać inicjatora jego powstania.
Zarówno ogród botaniczny, jak i znajdujące się w nim wieża zegarowa i altana są wpisane na fidżyjską listę zabytków klasy A (mających znaczenie krajowe).